# Artinsk
| system                            | oddział         | piętro     | wiek (mln lat) |
| --------------------------------- | --------------- | ---------- | -------------- |
| trias                             | dolny           | ind        | młodsze        |
| perm                              | loping          | czangsing  | 254,14–251,902 |
| perm                              | loping          | wucziaping | 259,51–254,14  |
| perm                              | gwadalup        | kapitan    | 264,28–259,51  |
| perm                              | gwadalup        | word       | 266,9–264,28   |
| perm                              | gwadalup        | road       | 273,01–266,9   |
| perm                              | cisural         | kungur     | 283,5–273,01   |
| perm                              | cisural         | artinsk    | 290,1–283,5    |
| perm                              | cisural         | sakmar     | 293,52–290,1   |
| perm                              | cisural         | assel      | 298,9–293,52   |
| karbon                            | późny pensylwan | gżel       | starsze        |
| Podział według ICS, wrzesień 2023 |                 |            |                |

Artinsk (ang. Artinskian) 
- w sensie geochronologicznym – trzeci wiek cisuralu (perm), trwający około 9 milionów lat (od 284,4 ± 0,7 do 275,6 ± 0,7 mln lat temu). Artinsk jest młodszy od sakmaru a starszy od kunguru.

- w sensie chronostratygraficznym – trzecie piętro cisuralu, leżące powyżej sakmaru a poniżej kunguru. Stratotyp dolnej granicy artinsku nie został jeszcze zatwierdzony. Dolna granica oparta jest na pierwszym pojawieniu się konodonta Sweetognathus whitei.

Nazwa pochodzi od miejscowości Arti nad rzeką Ufą (Ural, Rosja).